# Celleporina longirostris
Celleporina longirostris är en mossdjursart som först beskrevs av William MacGillivray 1885.  Celleporina longirostris ingår i släktet Celleporina och familjen Celleporidae. Inga underarter finns listade i Catalogue of Life.